# Diskografie Željka Joksimoviće
Diskografie Željka Joksimoviće, srbského zpěváka, skladatele, hudebníka a producenta, se skládá z 5 studiových alb, 1 koncertního alba, 2 kompilačních alb, 10 singlů a 3 soundtracků.

## Studiová alba
- 1999: Amajlija [City Records]
- 2001: Vreteno [City Records]
- 2002: 111 [City Records]
- 2005: IV [City Records]
- 2009: Ljubavi [Minacord]

## Koncertní alba
- 2008: Koncert Beogradska Arena [Minacord Records]

## Kompilační alba
- 2003 The Best Of Željko Joksimović
- 2007 Platinum Collection

## Singly
- 2004: Leđa o leđa [City Records]
- 2004: Lane moje CD+DVD [PGP RTS]
- 2004: Lane moje/Goodbye (maxi-single) [Warner Music Group]
- 2005: Željko Joksimović & Tamee Harrison – I live my life for you [Warner Music]
- 2007: Devojka  [Minacord]
- 2007: Nije do mene [Minacord]
- 2008: Ono naše što nekad bejaše [Minacord]
- 2010: Dođi sutra [Minacord]
- 2012: Nije ljubav stvar [Minacord]
- 2013: Ludak kao ja [Minacord]

## Duety
- 2002 Haris Džinović – Šta će meni više od toga
- 2005 Dino Merlin – Supermen
- 2005 Tamee Harrison – I Live My Life For You
- 2012 Samuel Cuenda " Su amor me venció"

## Soundtracky
- 2005: Ivkova slava (Željko Joksimović, Jelena Tomašević & Nikola Kojo) [Minacord – City Records]
- 2009: Ranjeni Orao [Minacord – City Records]
- 2009: Ono nase sto nekad bejase

## Autorské písně
- 2003: Toše Proeski – Cija Si, album: Den Za Nas/Dan Za Nas
- 2005: Nava Medina – Malah Shomer
- 2005: Jelena Tomašević – Jutro, album: Panta Rei [PGP -RTS]
- 2006: Hari Mata Hari – Lejla, album: Lejla [BiH]
- 2009: Halid Bešlić – Miljacka, album: Halid08 Bešlić
- 2008: Jelena Tomašević – Oro, album: Panta Rei [PGP -RTS]
- 2008: Eleftheria Arvanitaki – To Telos mas Des, album: Mirame Universal Music
- 2008: Melina Aslanidou – Poso, album: Best of – Sto dromo Sony BMG
- 2008: Nikola Tesla (Instrumental)[1], Željko Joksimović feat. Jelena Tomašević, Album: balkan Routes vol.1:Nikola Tesla [Protasis]
- 2011: Lepa Brena – Biber
- 2011: Lepa Brena – Ne bih bila ja
- 2013: Saša Kapor – Hotel Jugoslavija

## Písně na Eurovision Song Contest
| Země                | Rok  | Píseň                                  | Umělec                               | Umístění | Body |
| ------------------- | ---- | -------------------------------------- | ------------------------------------ | -------- | ---- |
| Srbsko a Černá Hora | 2004 | "Lane moje" (Лане моје)                | Željko Joksimović & Ad-Hoc Orchestra | 2        | 263  |
| Bosna a Hercegovina | 2006 | "Lejla"                                | Hari Mata Hari                       | 3        | 229  |
| Srbsko              | 2008 | "Oro" (Оро)                            | Jelena Tomašević feat. Bora Dugić    | 6        | 160  |
| Srbsko              | 2012 | "Nije ljubav stvar" (Није љубав ствар) | Željko Joksimović                    | 3        | 214  |
| Černá Hora          | 2015 | "Adio"                                 | Knez                                 | 13       | 44   |

### Písně v národním kole Beovizija
- 2003 — „Čija si“ (Чија си) od Toše Proeski, 1. místo
- 2004 — „Zamisli“ (Замисли) od Leontina Vukomanović, 3. místo
- 2005 — „Jutro“ (Јутро) od Jelena Tomašević, 1. místo
- 2008 — „Oro“ (Оро) od Jelena Tomašević, 1. místo

### Písně v národním kole Evropesma/Europjesma
- 2004 — „Lane moje“ (Лане моје) od Željko Joksimović, 1. místo
- 2004 — „Zamisli“ (Замисли) od Leontina Vukomanović, 12. místo
- 2005 — Jutro (Јутро) od Jelena Tomašević, 2. místo